# Metropolia Paraná
Metropolia Paraná – metropolia rzymskokatolicka w Argentynie utworzona 20 kwietnia 1934.

## Diecezje wchodzące w skład metropolii
- Archidiecezja Paraná
  - Diecezja Concordia
  - Diecezja Gualeguaychú

## Biskupi
- Metropolita: abp Raúl Martín (od 2025) (Paraná)
- Sufragan: bp Gustavo Zurbriggen (od 2023) (Concordia)
- Sufragan: bp Héctor Zordán (od 2017) (Gualeguaychúa)

## Główne świątynie
- Archikatedra Matki Boskiej Różańcowej w Paraná
- Bazylika Matki Boskiej z Góry Karmel w Nogoyá
- Katedra św. Antoniego Padewskiego w Concordia
- Katedra św. Józefa w Gualeguaychú